# Buková slať
Buková slať je přírodní památka v okrese Prachatice. Nachází se na Šumavských pláních v jihovýchodním sousedství téměř zaniklé vesnice Knížecí Pláně, zhruba 4,5 km jihozápadně od obce Borová Lada. Leží na území národního parku Šumava, kde je součástí jeho stejnojmenné první zóny. Důvodem ochrany je vrchovištní rašeliniště s porosty klečové formy blatky (Pinus uncinata subsp. uliginosa) a výskytem břízy zakrslé (Betula nana). Přírodní památka zabírá jen část celkové rozlohy rašeliniště, která činí 111,33 ha. Rašeliniště je narušeno dřívější těžbou.